# Euploca bursifera
Euploca bursifera är en strävbladig växtart som först beskrevs av John Wright, och fick sitt nu gällande namn av Diane och Hilger. Euploca bursifera ingår i släktet Euploca och familjen strävbladiga växter. Inga underarter finns listade i Catalogue of Life.